# Triumph Fifteen
Das Modell Triumph Fifteen wurde von 1926 bis 1930 vom britischen Autohersteller Triumph Motor Company gebaut.

## Geschichte
Insgesamt wurden von den Modellen 10/20, 13/35 und Fifteen etwa 2000 Wagen produziert.
Der Fifteen war das erste Exportmodell der Marke Triumph, hauptsächlich gingen Exportfahrzeuge nach Australien und Neuseeland. Verschifft wurden nur die Fahrgestelle; die Karosserien wurden von lokalen Firmen hergestellt. Trotzdem verkaufte sich der Fifteen insgesamt nicht sonderlich gut.

## Modell
Der Fifteen hatte die gleiche technische Basis wie der 13/35, der Radstand ist aber 250 mm länger. Der 2169 cm³ große Vierzylindermotor mit seitlich stehenden Ventilen (sv) leistet 40 bhp (29 kW) bei 3000 min−1. Der Wagen hat ein Vierganggetriebe und hydraulische Lockheed-Bremsen.
Der Triumph Fifteen hatte eine konventionelle viertürige Saloon-Karosserie. Die Ausstattung war luxuriös und insgesamt komfortabel.